# San Miguel del Cinca
Pour les articles homonymes, voir San Miguel.
San Miguel del Cinca est une commune d’Espagne, dans la province de Huesca, communauté autonome d'Aragon comarque de Cinca Medio.